# Bastarnowie
Bastarnowie zwani też Peucynami (łac. Bastarnae, Peucini) – prawdopodobnie lud celtycki według informacji zawartych w dziełach Diodora, Polibiusza i Tytusa Liwiusza, lub germański, jak pisał o nich Tacyt. O Bastarnach autorzy antyczni wspominają już w III wieku p.n.e.
Według najnowszych badań ich pierwotne siedziby znajdowały się na Jutlandii, skąd migrowali w kierunku południowo-wschodnim przez obecne Kujawy, Mazowsze, Podlasie i ok. 230 p.n.e. osiedlili się na terenach dzisiejszej Mołdawii między Prutem a Dniestrem. W I i II w. n.e. walczyli z Cesarstwem Rzymskim (m.in. w bitwie nad Cibricą). W III w. zostali przesiedleni do Tracji.
Pod koniec IV w. prowadził z nimi zwycięskie walki wódz rzymski Flavius Stilicho.